# Isla de San Michele
San Michele, llamada "La isla de los muertos", es el cementerio histórico de Venecia (Véneto, Italia). 
Junto a la vecina San Cristoforo della Pace, fue un reducto muy popular. Mauro Codussi hizo la Chiesa di San Michele in Isola en 1469, la primera iglesia renacentista veneciana.

## Iglesia deSan Michele in Isola

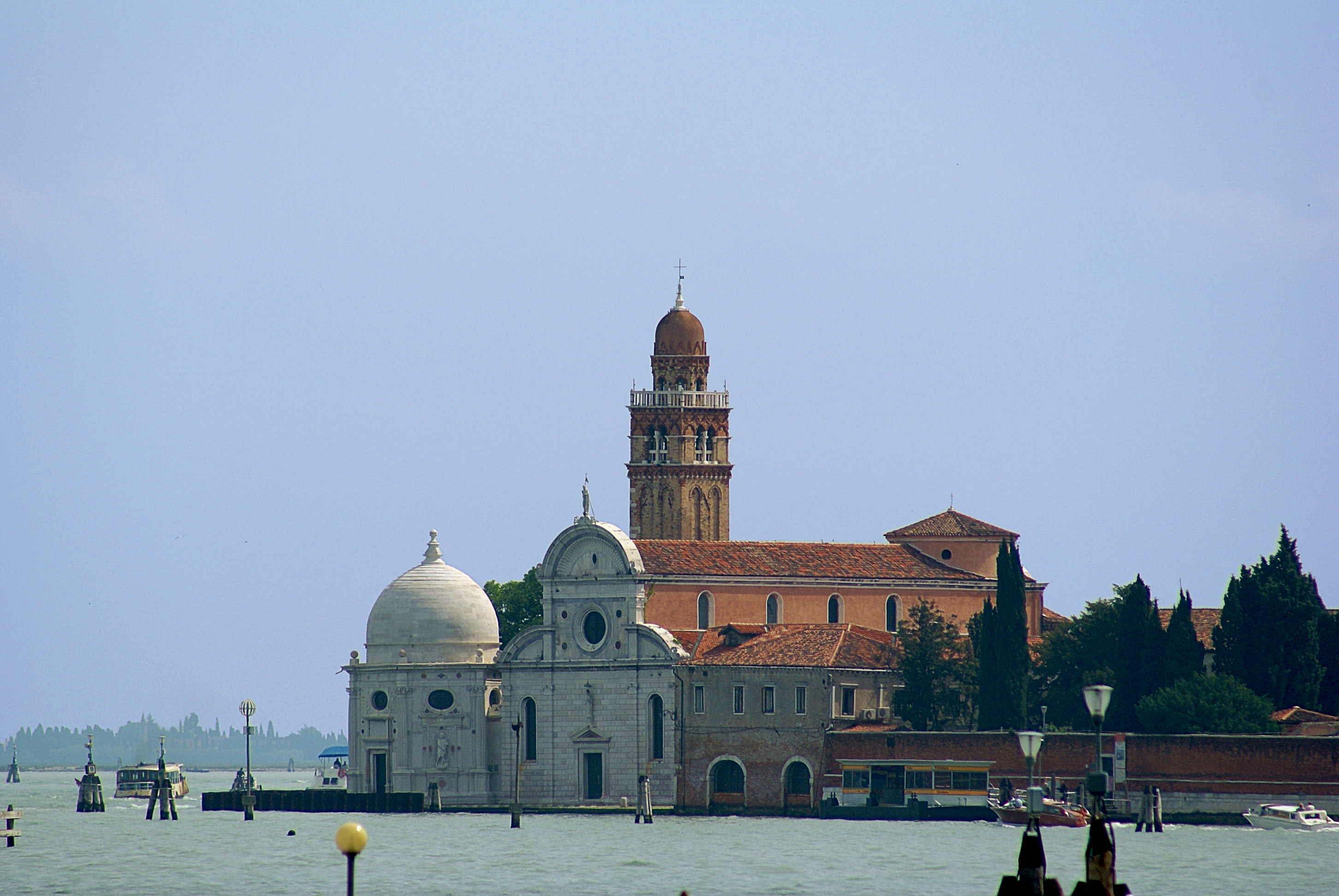
Iglesia de San Michele in Isola.
La lisa y austera fachada de Codussi contrasta con la Capilla Emiliana, añadida posteriormente.

Iglesia de San Michele in Isola (1469). Obra de Mauro Codussi, se trata de la primera gran obra encargada al artista en Venecia, y uno de los primeros edificios plenamente renacentistas de la ciudad. Formaba parte de un monasterio de monjes camaldulenses situado en una isla en medio de la laguna. Codussi emplea en este edificio soluciones de gran sencillez y belleza. El interior se estructura en tres naves separadas por arcos de medio punto sostenidos por elegantes columnas. La fachada es muy novedosa, e inaugura una tipología llamada a tener mucho éxito; la simetría preside la composición, caracterizada por el almohadillado irregular del primer cuerpo, dividido en tres calles separadas por pilastras. Dos ventanas de medio punto rasgan el muro. El acceso se realiza por una portada muy clasicista, rematada por frontón triangular. El segundo cuerpo de la fachada es liso, y presenta un grácil ritmo curvilíneo logrado por la yuxtaposición de formas derivadas del círculo (rosetón, frontón, aletones laterales) así como una rica molduración, con frisos compuestos por dobles hileras de gotas con remate liso. La arquitectura de esta fachada es tan simple y armónica que casa perfectamente con elementos tan dispares como la Capella Emiliana (adosada a ella en época posterior) y la portada goticista que se abre en un lateral.

## Cementerio
San Cristoforo fue seleccionada como cementerio en 1807, cuando la ocupación francesa decretó que era insalubre enterrar cadáveres en tierra firme. El canal que separaba ambas islas fue rellenado en 1836. Los cuerpos eran llevados en góndola pasados los funerales, y en él están enterrados Ígor Stravinski, Joseph Brodsky, Serguéi Diáguilev, Ezra Pound, Luigi Nono, Christian Andreas Doppler, Franco Basaglia y Zoran Mušič. 
El cementerio se usa todavía.

## Galería

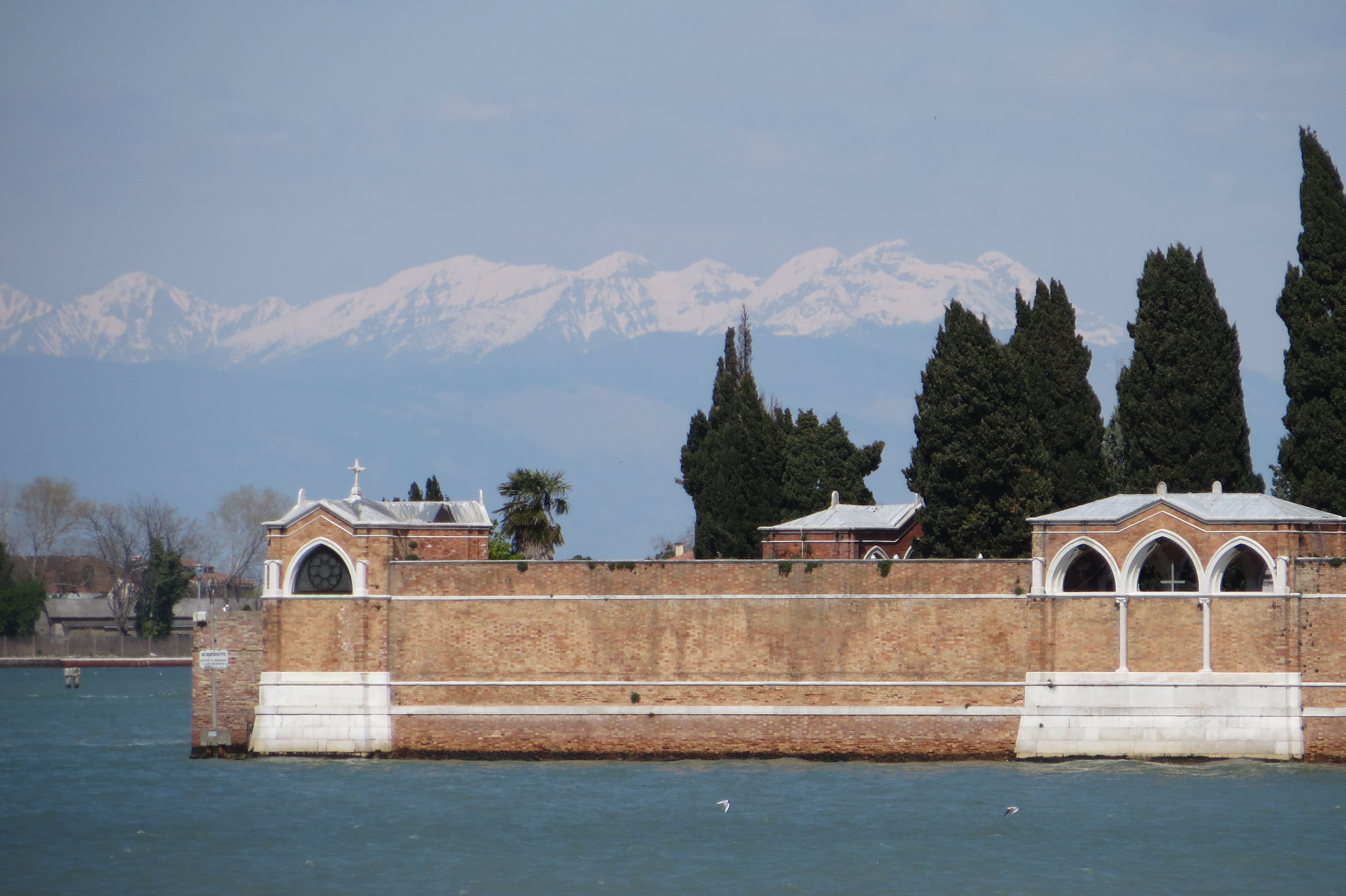
Muralla de San Michele.
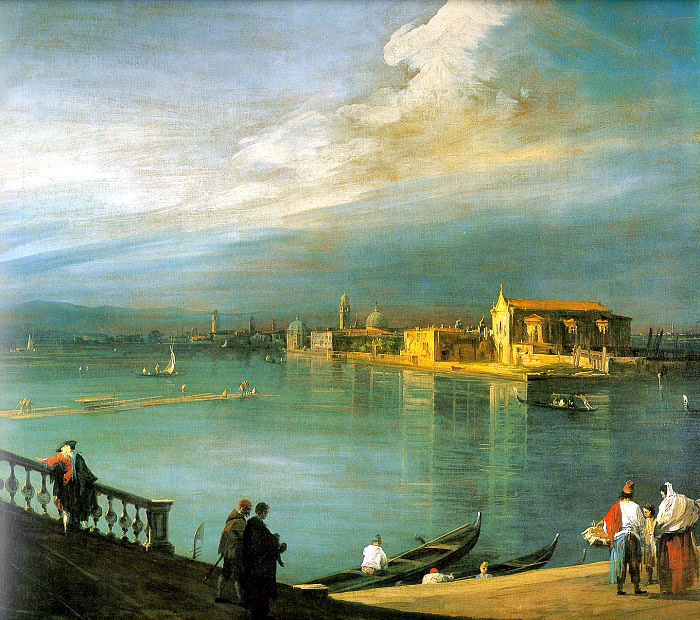
Canaletto pintó las islas de San Miguel y Murano.